# Mladí Evropané
Mladí Evropané, nebo také Mladí Evropané - JEF CZ je dobrovolný politicky pluralitní spolek, který se zasazuje o vytvoření sjednocené Evropy na principech federalismu. Je součástí celoevropského hnutí Young European Federalists (JEF Europe).
 
Cílem spolku má být vytvoření Evropské federace a podpora aktivní participace mladých občanů na společenském dění.

Členem se může stát osoba ve věku 15–35 let.

## Historie
V České republice vzniklo občanské hnutí Klub mladých Evropanů v roce 1996 a jeho hlavním působištěm byla VŠE. Po vstupu ČR do EU v roce 2004 vznikli Mladí evropští federalisté. V roce 2016 se organizace přejmenovala na Mladí Evropané - JEF CZ.

## Cíle
Jejich cílem má být vytvářet v České republice prostředí, které umožní mladým lidem prezentovat své názory a podílet se na dialogu o budoucí podobě sjednocené Evropy. Mají za cíl podporovat občanskou angažovanost v české společnosti a vzdělávat mladé lidi. Spolek se podílí na organizaci veřejných konzultací, diskuzí, nebo rozhovorů v médiích.

## Aktivity
Podíleli se na organizaci kampaně MŠMT "generation.EUrope 2009" v rámci programu „Evropa mladýma očima".

V minulosti organizovali veřejné konzultace pro mladé lidi v době voleb do Evropského Parlamentu. V roce 2014 kontaktovali kandidáty deseti nejvýznamnějších politických stran ve volbách do EP. Otázkou bylo, jak se tito kandidáti staví k myšlence Evropské federace. Pro byla většina kanditátů ČSSD, KDU-ČSL a Zelených, kteří zaslali odpověď. Proti byli zástupci ODS a Svobodných. Ostatní strany nereagovaly ve stanoveném termínu.

## Předsednictvo
Předsednictvo je výkonným orgánem spolku a skládá se z pěti členů, a to z předsedy, dvou místopředsedů a dvou dalších členů.

Předsednictvo vykonává veškeré funkce spojené s řízením činnosti, zejména rozvíjí další činnosti směřující k podpoře myšlenek evropské federace a
evropské ústavy. 

Ve volebním období 2018/2019 a 2019/2020 byl předsedou Jiří Poupa. Pro volební období 2020/2021 je předsedkyní Radka Malcová.

### Předsedové
- Do roku 2018: Filip Ibl
- 2018–2020: Jiří Poupa
- Od roku 2020: Radka Malcová

## JEF Europe
Spolek Mladí Evropané - JEF CZ je součástí organizace JEF Europe. Začátky této organizace sahají až do roku 1948, kdy bylo zaregistrováno pod francouzským názvem Jeunes Européens Fédéralistes (zkratka "JEF"). V současnosti má JEF zázemí ve více než 25 zemích Evropy a sdružuje okolo 12 000 členů. Zastřešující centrála hnutí má svou kancelář v Bruselu. JEF má sekce jak v zakládajících zemích EU, tak i v Kosovu, Moldávii a jiných nečlenských zemích. Současným prezidentem je Christopher Glück, jež byl zvolen v roce 2017.